# Nachimowo (Kaliningrad, Krasnosnamensk)
Nachimowo (russisch Нахимово, deutsch Bardszen, 1936 bis 1938: Bardschen, 1938 bis 1945: Barschen, litauisch Barčiai) ist ein verlassener Ort im Rajon Krasnosnamensk der russischen Oblast Kaliningrad.
Die Ortsstelle befindet sich zwei Kilometer ostnordöstlich von Pobedino (Schillehnen/Schillfelde).

## Geschichte

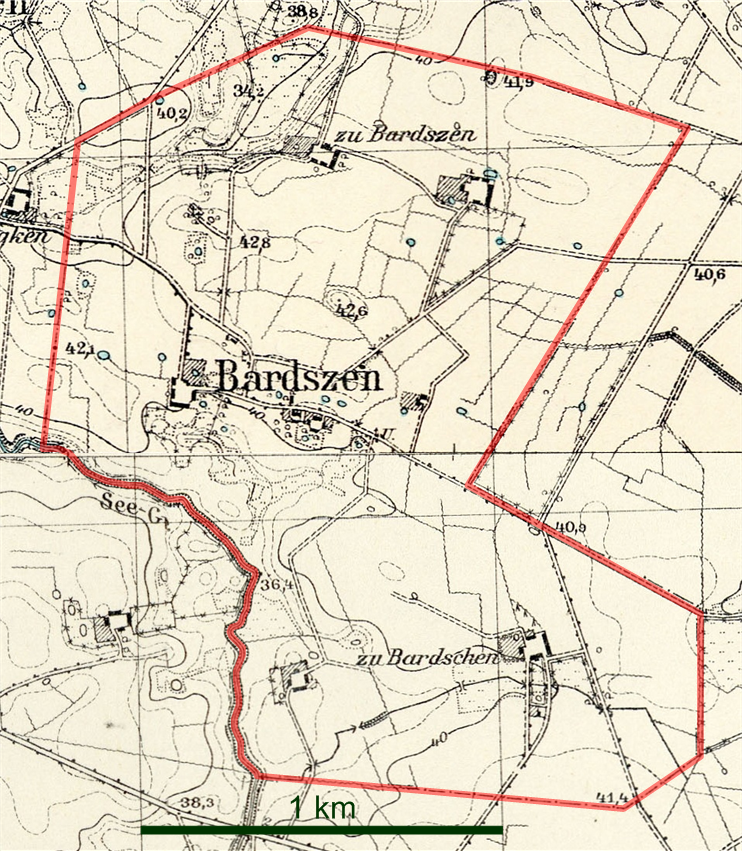
Die Gemeinde Bardszen auf zwei Messtischblättern von 1927 und 1936

Der Ort wurde 1695 gegründet. Um 1780 war Bartschen ein Schatull-Dorf. 1874 wurde die Landgemeinde Bardszen in den neu gebildeten Amtsbezirk Wisborienen im Kreis Pillkallen eingegliedert. 1936 wurde die Schreibweise des Ortes in Bardschen geändert und 1938 wurde er in Barschen umbenannt.
1945 kam der Ort in Folge des Zweiten Weltkrieges mit dem nördlichen Ostpreußen zur Sowjetunion. 1947 erhielt er den russischen Namen Nachimowo und wurde gleichzeitig dem neu gebildeten Dorfsowjet Pobedinski selski Sowet im Rajon Krasnosnamensk zugeordnet. Nachimowo wurde vor 1975 aus dem Ortsregister gestrichen.

### Einwohnerentwicklung
| Jahr | Einwohner | Bemerkungen                 |
| ---- | --------- | --------------------------- |
| 1867 | 75        |                             |
| 1871 | 76        |                             |
| 1885 | 113       |                             |
| 1905 | 75        | davon 23 litauischsprachige |
| 1910 | 69        |                             |
| 1933 | 75        |                             |
| 1939 | 80        |                             |

## Kirche
Bardszen/Barschen gehörte zum evangelischen Kirchspiel Schillehnen. Die katholische Minderheit (1905:13 von 75 Bewohnern) war bis 1930 in Bilderweitschen und dann in Schillehnen eingepfarrt.